# Karmin
A Karmin amerikai pop duót egy házaspár, Amy Renee Noonan és az Nick Noonan alkotta. A Karmin a latin carmen (dal) és karma szavakból áll össze.
A csapat a YouTube-on megosztott feldolgozásaikkal tört be a köztudatba, a legnagyobb sikert pedig Chris Brown Look At Me Now című számának feldolgozása hozta meg számukra. Népszerűségük egy év alatt magasra szárnyalt az Egyesült Államok-ban – szerepeltek televíziós műsorokban, és jól fogadta őket a véleményformáló internetes közösségi média is -, így 2011-ben lemezszerződést kötöttek az Epic Records-szal, melynek nyomán 2012 májusában egy hétszámos EPt jelentettek meg Hello címmel. A Rolling Stone magazin a duó énekesnőjét, Amy-t nevezte ki a 2012-es Women Who Rock verseny győztesének. Első nagylemezük Pulses címmel jelent meg 2014 márciusában. Az album első kislemeze, az "Acapella" aranylemez lett az Egyesült Államokban, valamint Ausztráliában és Új-Zélándon is felkerült a toplistákra. 2014 közepén otthagyták az Epic Recordsot, ezt követően szerzői kiadásként jelentették meg zenéiket. A második albumuk Leo Rising címmel jelent meg 2016 szeptember 9-én, a RED kiadásában.
2017-ben az duó feloszlott, hogy egy másik projektre tudjanak összpontosítani, Qveen Herby-re, Amy új alter egojára. Az új projektre már kevésbé jellemző a pop hangzás, viszont több R&B, hip-hop és rap hangzás hallható a számokon.
A duó lemezei a MAHASZ listákra nem kerültek fel.

## Diszkográfia

### Albumok
| Dátum               | Album címe            | Kiadó                                  | Formátum               |
| ------------------- | --------------------- | -------------------------------------- | ---------------------- |
| 2011. május 23.     | Karmin Covers, Vol. 1 | Karmin Music / The Complex Music Group | Digitális letöltés     |
| 2014. március 25.   | Pulses                | Epic                                   | CD, Digitális letöltés |
| 2016. szeptember 9. | Leo Rising            | RED Associated Labels                  | CD, Digitális letöltés |

### Kislemezek
| Dátum             | Album címe           | Kiadó        | Formátum               |
| ----------------- | -------------------- | ------------ | ---------------------- |
| 2010. május 10.   | Inside Out           | Karmin Music | CD, Digitális letöltés |
| 2011. február 16. | The Winslow Sessions | Karmin Music | Digitális letöltés     |
| 2012. május 4.    | Hello                | Epic         | CD, Digitális letöltés |

## Fordítás
- Ez a szócikk részben vagy egészben  a   Karmin című angol Wikipédia-szócikk fordításán alapul.  Az eredeti cikk szerkesztőit annak laptörténete sorolja fel. Ez a jelzés csupán a megfogalmazás eredetét és a szerzői jogokat jelzi, nem szolgál a cikkben szereplő információk forrásmegjelöléseként.